# This Town (Niall Horan)
This Town è un singolo del cantautore irlandese Niall Horan, pubblicato il 29 settembre 2016 come primo estratto dal primo album in studio Flicker.

## Tracce
1. This Town – 3:52

## Classifiche
| Classifica (2016) | Posizione massima |
| ----------------- | ----------------- |
| Australia         | 5                 |
| Austria           | 24                |
| Belgio (Fiandre)  | 22                |
| Belgio (Vallonia) | 64                |
| Canada            | 27                |
| Danimarca         | 25                |
| Francia           | 34                |
| Germania          | 52                |
| Irlanda           | 6                 |
| Italia            | 34                |
| Libano            | 18                |
| Norvegia          | 20                |
| Nuova Zelanda     | 24                |
| Paesi Bassi       | 24                |
| Portogallo        | 20                |
| Regno Unito       | 9                 |
| Repubblica Ceca   | 30                |
| Slovacchia        | 54                |
| Spagna            | 22                |
| Stati Uniti       | 20                |
| Svezia            | 18                |
| Svizzera          | 40                |